# Kasztanauka (obwód brzeski)

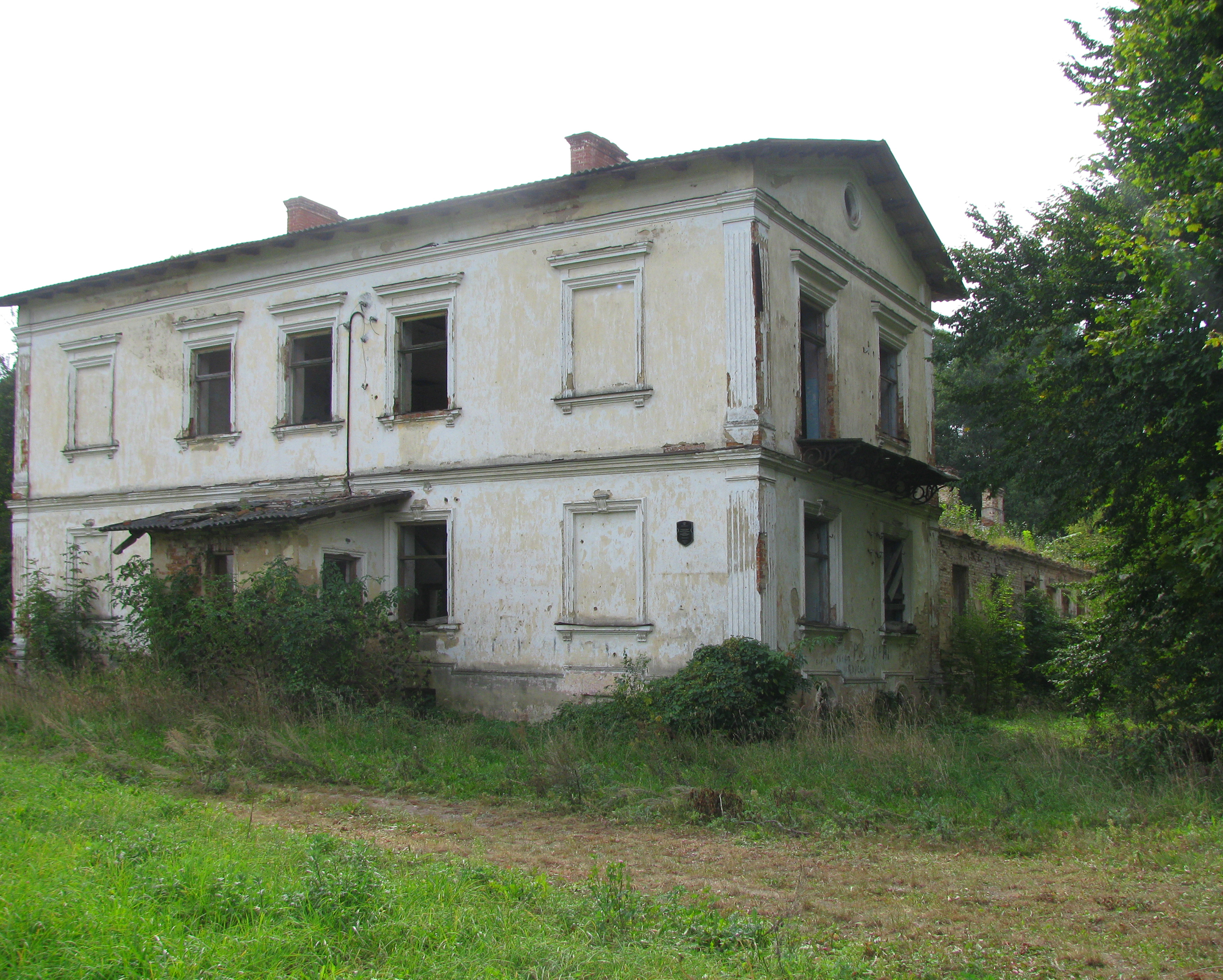
Resztki dworu

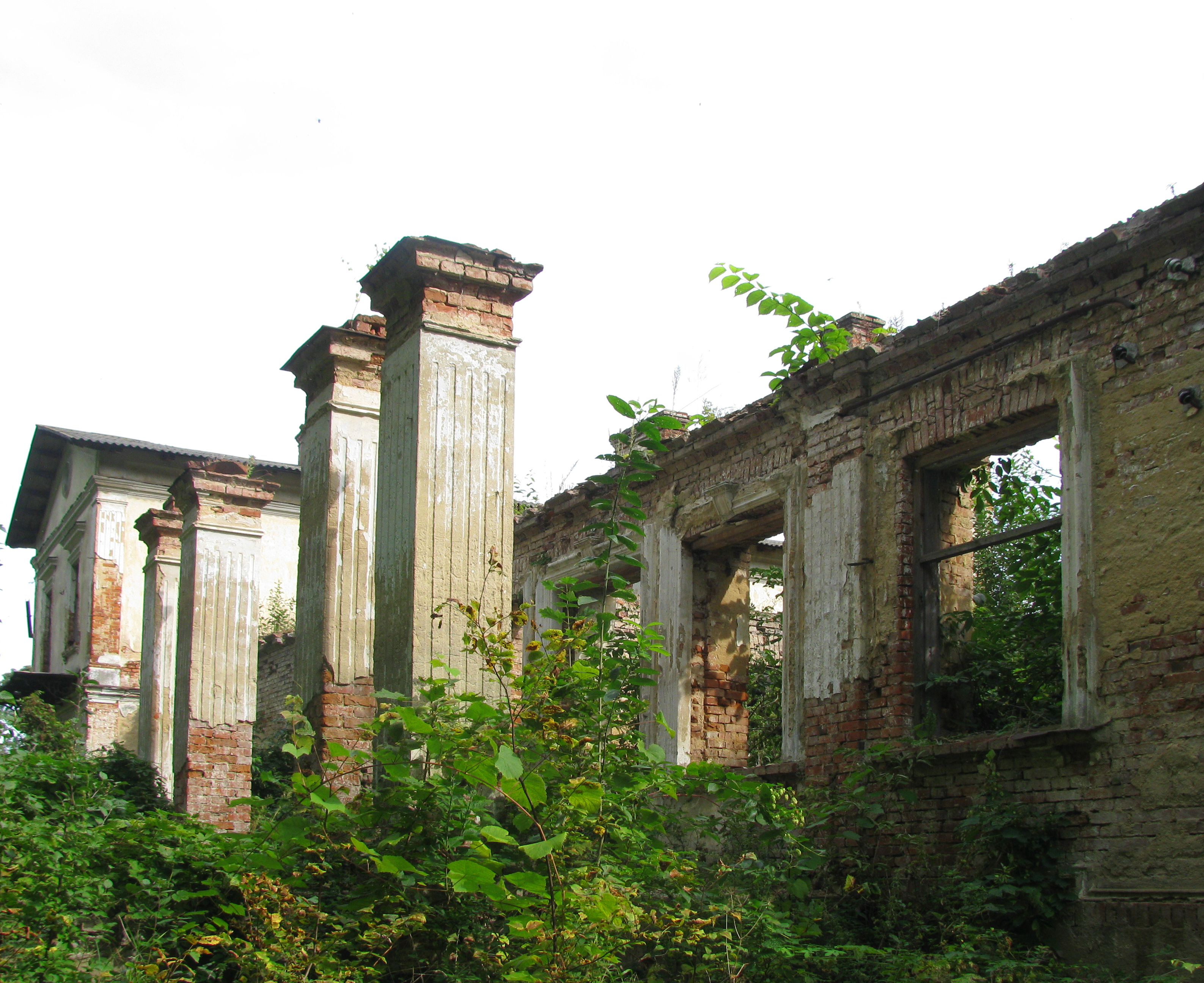
Resztki dworu

Kasztanauka (błr. Каштанаўка; ros. Каштановка; hist. Czachec, Czachce) – wieś na Białorusi, w rejonie prużańskim obwodu brzeskiego, około 6 km na południe od Prużany. 
Dzisiejsza wieś Kasztanauka (na terenie której znajdują się pozostałości dworu Dziekońskich) była kiedyś częścią większego majątku Czachec. Obecnie są to osobne wsie.

## Historia
Pierwsze wzmianki o Czachcu pochodzą z 1563 roku, kiedy należał do księstwa kobryńskiego, które weszło wkrótce w skład województwa podlaskiego, a później brzeskolitewskiego Rzeczypospolitej. Był tu folwark leśnictwa starostwa. W 1593 roku istniał tu już dwór. Po III rozbiorze Polski w 1795 roku Czachec znalazł się na terenie powiatu prużańskiego, należącego do guberni słonimskiej (1796), litewskiej (1797–1801), a później grodzieńskiej (1801–1915) Imperium Rosyjskiego.
Na początku XIX wieku majątek należał do rodziny Mierzejewskich. W 1816 roku nabył go od Kaliksta Mierzejewskiego (ok. 1786–1854) Iwan Krupiński. Ze spisu inwentarzowego dokonanego w 1845 roku wynika, że wtedy właścicielami dóbr byli małoletni Efim i Ekatierina Bułgarinowie. Ich ojciec, sędzia Michał Bułgarin wybudował tu obszerny dwór przed 1845 rokiem, obok stały m.in.: murowany domek będący biblioteką, oficyna, dom ekonoma, lodownia, stodoła, parowy browar, oranżeria, 2 młyny wiatrakowe i 2 kieratowe, karczma i zajazd. Wkrótce Czachec przeszedł na własność rodziny Kiernozickich. Albin Dziekoński (1938–1918), ożeniwszy się z Marią Kiernozicką (1840–1887), otrzymał Czachec w posagu. Po nim właścicielem tych dóbr był jego syn Marian (zmarły w 1921 roku), a ostatnim dziedzicem był syn Mariana, Janusz Dziekoński (1899–1939), który po aresztowaniu przez władze radzieckie zaginął bez śladu, prawdopodobnie na Syberii.
Na przełomie XIX i XX wieku wieś liczyła 646 mieszkańców.
Po ustabilizowaniu się granicy polsko-radzieckiej w 1921 roku Czachec znalazł się na terenie Polski, w gminie Linowo, a od 1932 roku – w gminie Prużana powiatu prużańskiego województwa poleskiego, od 1945 roku – w ZSRR, od 1991 roku – na terenie Republiki Białorusi.

## Dawny dwór w Czachcu
Budowa dworu w Czachcu przypisywana jest Albinowi Dziekońskiemu, jednak najprawdopodobniej dobudował on w połowie XIX wieku jedynie piętrowe skrzydło do domu Bałgarinów. Był to prostokątny, parterowy dwór o dziewięcioosiowej elewacji, na wysokiej podmurówce. W centralnej osi znajdował się ganek, którego trójkątny szczyt podparty był dwiema parami kolumn. Od tyłu do trzech centralnych osi przylegał taras. Dwuosiowa, piętrowa przybudówka z balkonami, dobudowana przez Albina Dziekońskiego do lewego skrzydła dworu, była przykryta, podobnie jak główny korpus, dwuspadowym dachem.
Największe wrażenie robił jednak park założony przez Albina Dziekońskiego, który umiejętnie przetworzył tutejszy las na park krajobrazowy o powierzchni około 10 hektarów. Podmokły teren został zmeliorowany, dzięki czemu powstały kanały i staw z dwiema wyspami. W części paradnej parku, przed domem, był znaczny gazon, natomiast od strony tarasu głównym akcentem była szeroka i długa aleja prowadząca do pagórka. W części krajobraozwej rosły stare (200-letnie) drzewa, które dorastały do 28 m wysokości, największy jesion miał 35 metrów wysokości, a najstarszy dąb – 30 m i średnicę pnia 146 cm. Wśród drzew był m.in. buk czerwonolistny zniszczony przez wichurę w 1962 roku. Po drugiej stronie stawu usypano pagórek, na którego szczycie stała altana obsadzona rzadkimi drzewami. Znaczna część parku została wykarczowana przez Niemców w czasie I wojny światowej. W czasie II wojny światowej również padło tu wiele cennych drzew. W czasach sowieckich park zdziczał, wiele kolejnych drzew zostało wykarczowanych.
Do 1914 roku we dworze znajdowało się wiele cennych elementów wyposażenia: stylowe meble, wiele dzieł sztuki, stare srebra, znaczna biblioteka. Wiele z tych dóbr zostało rozgrabionych w czasie I wojny światowej. W okresie międzywojennym pozostały tu jedynie resztki.
Po wejściu Armii Czerwonej do Czachca majątek został całkowicie rozgrabiony. Dom został zajęty przez żołnierzy, którzy pędzili żonę ostatniego właściciela do kopania ziemniaków (Marii Dziekońskiej udało się wkrótce wyjechać do Warszawy, a po wojnie – do Argentyny). W czasach sowieckich we dworze funkcjonował sklep i biuro. Od 1996 roku jest opuszczony i zrujnowany. Spośród innych budynków zachował się jedynie browar z początku XX wieku. W pierwszej dekadzie XXI wieku lokalne władze przekazały obiekt lokalnemu biznesmenowi Iwanowi Martyniukowi do bezpłatnego korzystania w celu odtworzenia dworu. Jednak w 2012 roku Ministerstwo Kultury Białorusi umieściło tę ruinę na liście porzuconych obiektów do sprzedaży. Ruina dworu i resztki parku są zabytkiem historyczno-kulturalnym Białorusi o numerze 113Г000614.
Majątek w Czachcu jest opisany w 2. tomie Dziejów rezydencji na dawnych kresach Rzeczypospolitej Romana Aftanazego.